# Zygfryd Weinberg
Zygfryd Joachim Weinberg (ur. 3 lutego 1930 w Bydgoszczy, zm. 8 sierpnia 2015) – polski lekkoatleta trójskoczek i trener lekkoatletyczny, mistrz i rekordzista Polski, olimpijczyk.

## Kariera sportowa
Startował na igrzyskach olimpijskich w 1952 w Helsinkach, gdzie zajął w finale trójskoku 10. miejsce. Na mistrzostwach Europy w 1954 w Bernie zajął 4. miejsce w tej konkurencji.
Dwukrotnie startował w akademickich mistrzostwach świata (UIE). W 1951 w Berlinie zdobył brązowy, a w Budapeszcie w 1954 złoty medal w trójskoku. 
Był pięciokrotnym mistrzem Polski w trójskoku w 1950, 1951, 1953, 1954  i 1955 oraz wicemistrzem w 1948. Z powodzeniem startował również w innych konkurencjach lekkoatletycznych: zdobył brązowy medal w skoku wzwyż w 1951, a w 1947 zajął 4. miejsce w sztafecie 3 × 1000 metrów, 5. miejsce w biegu na 3000 metrów z przeszkodami i 6. miejsce w dziesięcioboju. Zdobył również mistrzostwo Polski w hali w trójskoku w 1951 oraz wicemistrzostwo w 1956. 
Trzy razy ustanawiał rekord Polski w trójskoku, doprowadzając go do wyniku 15,30 m 8 sierpnia 1954  w Budapeszcie. 
W latach 1950–1955 dziewięć razy startował w meczach reprezentacji Polski, odnosząc 4 zwycięstwa indywidualne.
Rekord życiowy Weinberga w trójskoku wynosi 15,30 m  (8 sierpnia 1954  w Budapeszcie).
Był zawodnikiem HKS Bydgoszcz (1945-1948), Gwardii Bydgoszcz (1949-1952), OWKS Bydgoszcz (1952), CWKS Warszawa (1953-1955), CWKS Bydgoszcz (1956) i Legii Warszawa (1957-1959).
Na początku 1952 otrzymał tytuł mistrza sportu.
Po zakończeniu kariery był trenerem. Jego wychowankami są m.in. Andrzej Puławski i Tadeusz Jankowski. Pochowany na cmentarzu ewangelicko-augsburskim w Warszawie przy ul Młynarskiej (aleja 54, rząd 1 grób 9).

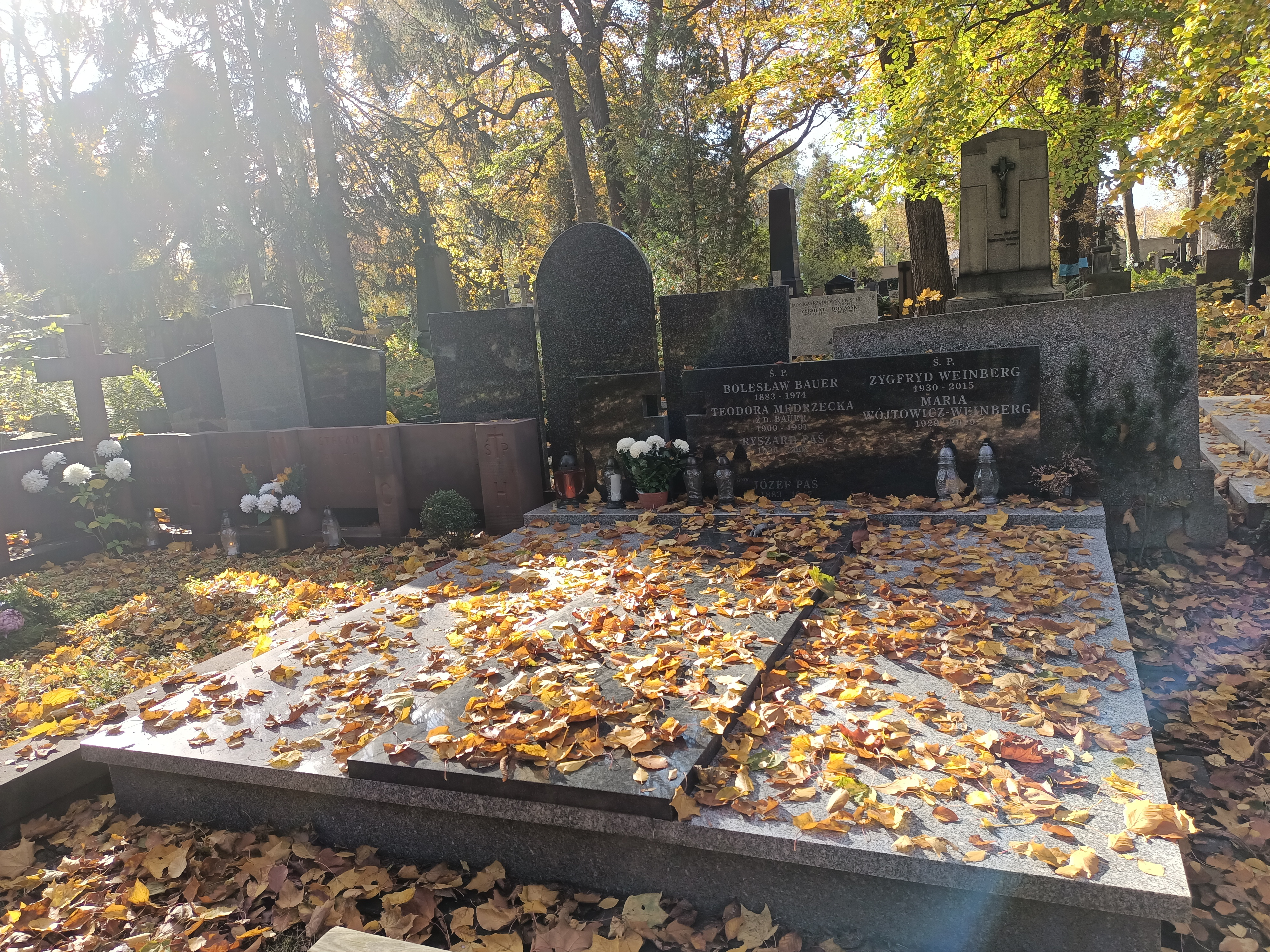
Grób Zygfryda Weinberga na cmentarzu ewangelicko-augsburskim w Warszawie